# Hyperaea femoralis
Hyperaea femoralis är en tvåvingeart som först beskrevs av Johann Wilhelm Meigen 1824.  Hyperaea femoralis ingår i släktet Hyperaea och familjen parasitflugor. Inga underarter finns listade i Catalogue of Life.